# LUX 018
LUX 018 fue un evento de artes marciales mixtas producido por LUX Fight League, que se llevó a cabo el 5 de noviembre de 2021 en el Fórum de Mundo Imperial de Acapulco, Guerrero, México.

## Antecedentes
El evento estelar contó con una pelea por el Campeonato de Peso Mosca de LUX entre el campeón Alessandro Costa y Kike González.
La pelea coestelar contó con un combate de peso ligero entre Marco Polo Reyes y Fernando «Pitbull» Martínez.

## Resultados
1. ↑  Por el Campeonato de Peso Mosca de LUX